# Antiblemma brassorata
Antiblemma brassorata là một loài bướm đêm trong họ Erebidae.